# Spoorlijn Hjørring - Hirtshals
De spoorlijn Hjørring - Hirtshals (Deens: Hirtshalsbanen) is een lokale spoorlijn in het noorden van het schiereiland Jutland in Denemarken tussen Hjørring en Hirtshals.

## Geschiedenis
In de eerste jaren na 1900 ontstonden plannen voor de aanleg van een spoorlijn tussen Hjørring en Ålbæk via Vellingshøj en Tversted met een zijtak van Vellingshøj naar Hirtshals. Door het uitbreken van de Eerste Wereldoorlog werden deze plannen uitgesteld. Na de oorlog werd begonnen met de bouw van een haven in Hirtshals, waarna de plannen voor een spoorlijn werden gewijzigd in een lijn van Hjørring naar Hirtshals en werden de plannen voor een spoorlijn naar Ålbæk geschrapt. De bouw van de spoorlijn begon in april 1924 en werd geopend in 1925. De lijn werd geëxploiteerd door Hjørring-Hirtshals Banen (HB) en bleek een groot succes.
In Hjørring begon de lijn in Hjørring Vest, ongeveer 500 meter ten westen van het DSB station Hjørring. In 1939 fuseerden een viertal lokale spoorwegmaatschappijen rond Hjørring in Hjørring Privatbaner. In 1942 werd het eindstation in Hjørring verplaatst van het oude Vestbanegård naar het DSB station.
Bij de stillegging van veel onrendabele lokale spoorlijnen halverwege de 20e eeuw bleef de lijn van Hjørring naar Hirtshals in stand. Mede vanwege het belang van de haven in Hirtshals, vanwaar ook goederen per spoor naar het zuiden werd vervoerd. Tot 1991 werden tussen Hirtshals en Kristiansand aan de Sørlandsbanen ook goederenwagens op de per schip overgezet.

## Huidige toestand
In 2001 fuseerde Hjørring Privatbaner (HP) met Skagensbanen (SB) in Nordjyske Jernbaner (NJ). Sinds 2002 vindt er geen goederenvervoer per spoor meer plaats tussen Hjørring en Hirtshals. De spoorlijn wordt enkel nog gebruikt voor reizigersverkeer.